# Georges Delcoigne
Georges Delcoigne (Sint-Gillis, 17 juni 1870 - Sint-Gillis, 21 mei 1916) was een Belgisch architect, die in Brussel, voornamelijk in Sint-Gillis, actief was.

## Biografie
Delcoigne werkte vooral in de neoclassicistische en eclectische stijl, maar produceerde ook twee prachtige art-nouveaugebouwen, waaronder zijn eigen woonhuis in Sint-Gillis (geïnspireerd op Horta's woning).

Hij was architect-rentenier en autodidact.
Opvallend aan Delcoigne's leven, is de korte duur. Hij overleed tamelijk jong: op bijna 46-jarige leeftijd. Dit gegeven, en het feit dat hij rentenier was, verklaart wellicht, waarom het aantal door hem ontworpen gebouwen, beperkt lijkt.

## Werken(Selectie)
- 1896 - Defacqzstraat 152, Sint-Gillis. Handelswoning in neoclassicistische stijl met kelderverdieping, gelijkvloerse, eerste en tweede verdieping. Op de eerste verdieping: balcon aan de straatkant.
- 1899 - Spanjestraat 1 & Taminesstraat 2, Sint-Gillis. Hoekgebouw met twee gevels in neoclassicistische stijl.
- 1899 - Taminesstraat 6, Sint-Gillis. Woning of handelshuis.
- 1901 - Edouard Ducpétiauxlaan 3, Sint-Gillis. Handelshuis in eclectische stijl met vier bouwlagen. Balcons aan de straatkant op de eerste en tweede verdieping.
- 1909 - Louizalaan 101, Elsene. Herenhuis met drie lagen, in 1872 gebouwd door architect Wynand Janssens. In 1909 door Delcoigne verhoogd met twee verdiepingen en een mansarde.
- 1911-1912 - Louizalaan 71, Elsene. Prestigieus reizigershotel, gebouwd in opdracht van Joseph baron de Crawhez (°Gosselies, 21 februari 1872, †1941). Dit logeerhuis, thans hotel WILTCHER'S, werd gerenoveerd door Atelier de Genval (architect Eric Philippe).

## Bekende art-nouveauwerken
- 1899 - Louis Moricharplein 14, Sint-Gillis. Eigen huis van architect Delcoigne. Dit huis is beschermd erfgoed (Besluit van de Brusselse Hoofdstedelijke Regering de dato 6 juli 2006).
- 1899 - Taminesstraat 8, Sint-Gillis. Huis in eclectische stijl met gelijkvloerse en eerste verdieping. Op de eerste verdieping: bloemmotief en vrouwegelaat boven de vensters. Onder mansarde bevindt zich een tweede verdieping.

## Illustraties

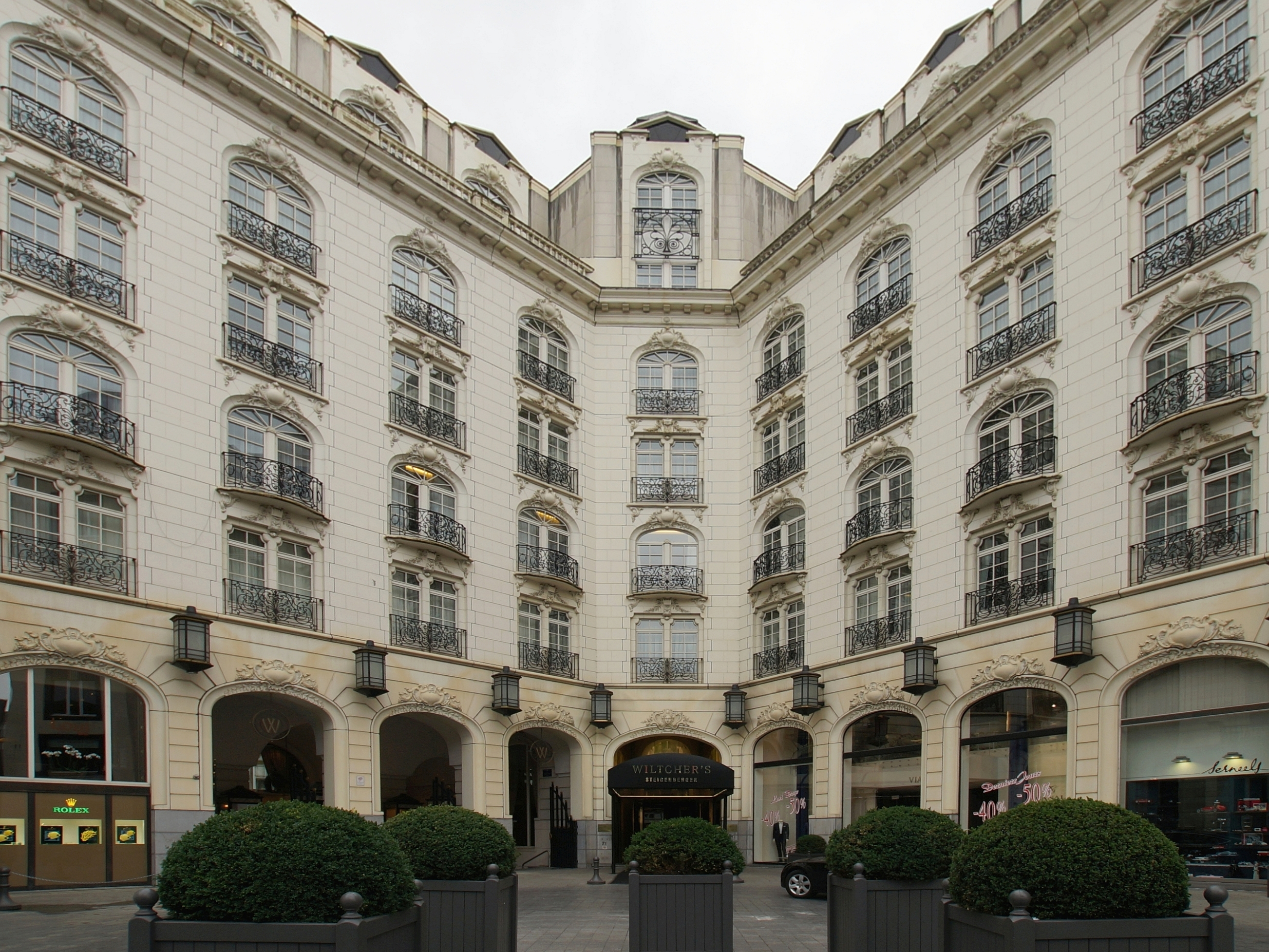
Reizigershotel - Louizalaan 71 - Elsene (1911-1912).
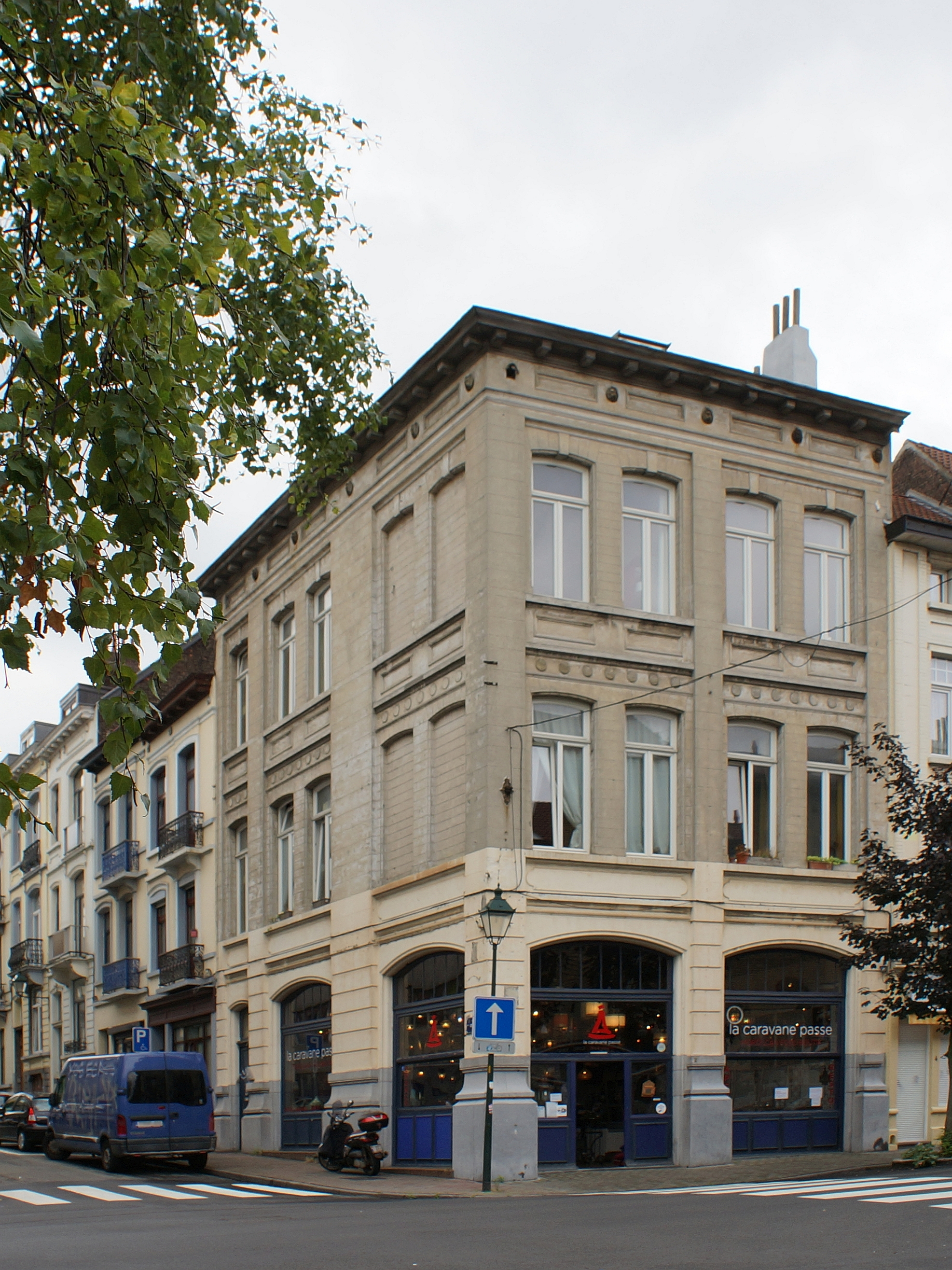
Hoekhuis met twee gevels - Spanjestraat 1 (links) & Taminesstraat 2 (rechts) - Sint-Gillis (1899).
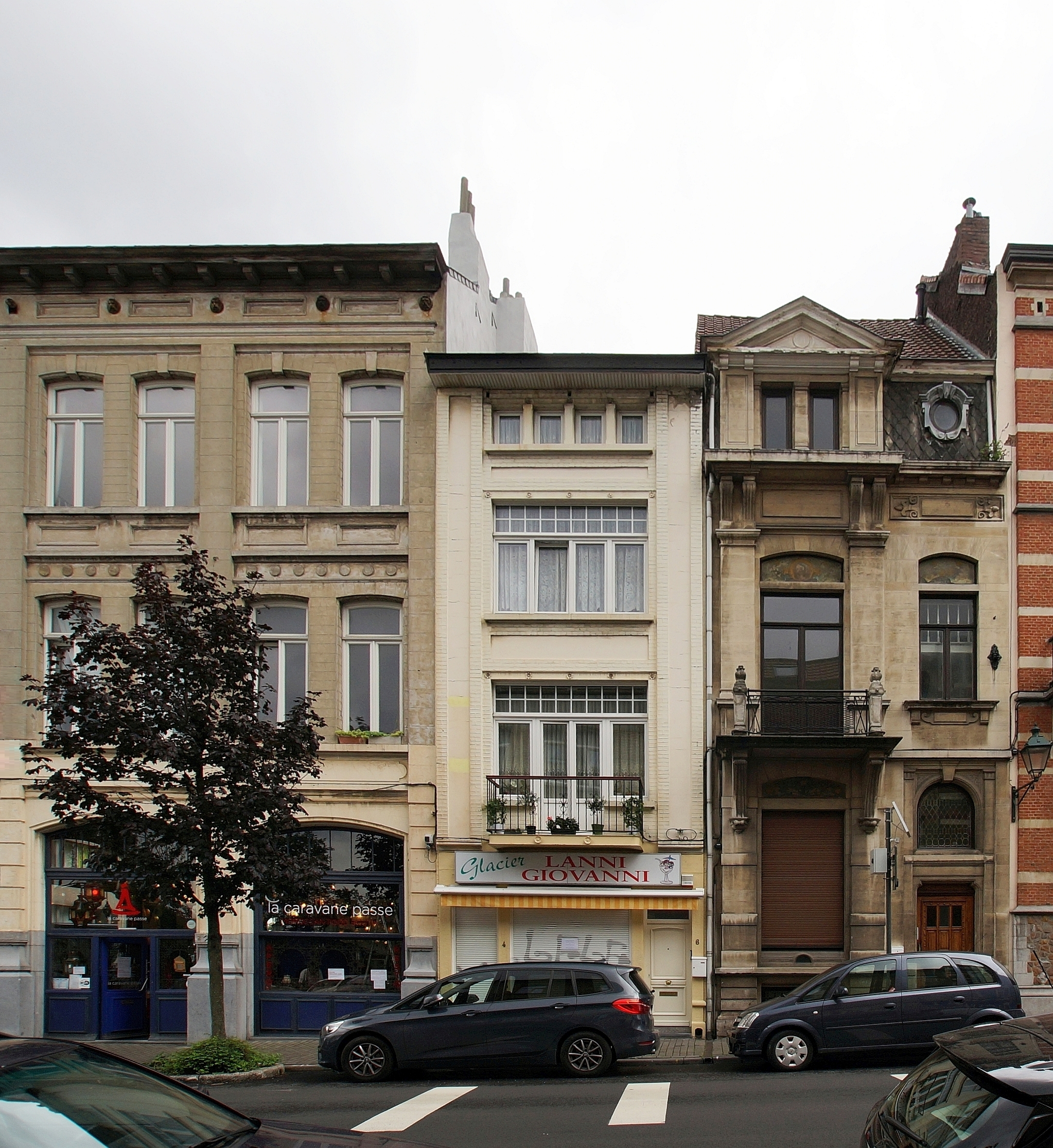
Taminesstraat 2 (links), 4-6 (midden) en 8 (rechts) - Sint-Gillis (1899).
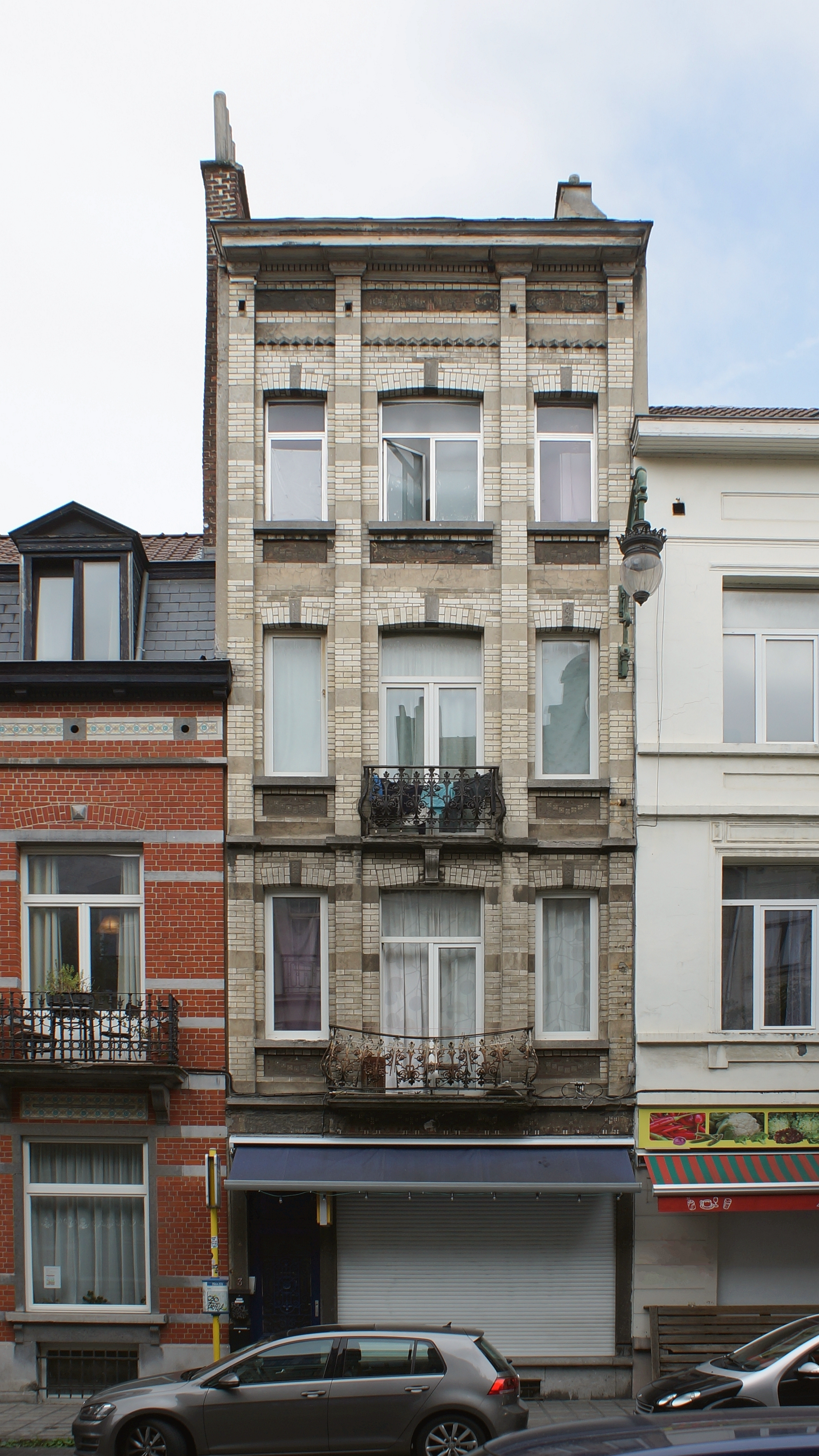
Edouard Ducpétiauxlaan 3 - Sint-Gillis (1901).